# Икономика на Югоизточна Азия
Една от основните икономически характеристики на Югоизточна Азия е дългата традиция на търговията с подправки. Първоначално тя се е развила, благодарение на Индийски и Арабски търговци, а по-късно регионът привлича и Европейците. Това води до желанието им да увеличат своето влияние по тези земи чрез завладяване и анексиране на територии. Едни от най-важните продукти за износ са суровите материали като оризът и захарта. В повечето страни главната прехрана на хората зависи от земеделието. В по-сухите райони расте царевица, маниока (кореноплоден зеленчук), и бобени растения. Поради влаголюбивите култури, страни като Тайланд и Филипини зависят силно от дъждовете, а в Индонезия по-широко застъпено е напояването. Индустриализацията идва със закъснение в Югоизточна Азия, като се появява към 60-те години на 20 век. Интродукцията на манифактурата подпомага печалбата на страни като Малайзия, Индонезия и Тайланд. Преобладават малките фабрики. В Сингапур манифактурата на електроуреди е силно развита. В Тайланд, Мианмар и Филипините текстилното производство е по-застъпено.
Калаят е най-важният метал в региона, като половината от световното производство се пада тук. Алувиалните залежи в Малайзия започват да намаляват. Друг фактор са и флуктуациите в цените на тези метали.